# Минитель

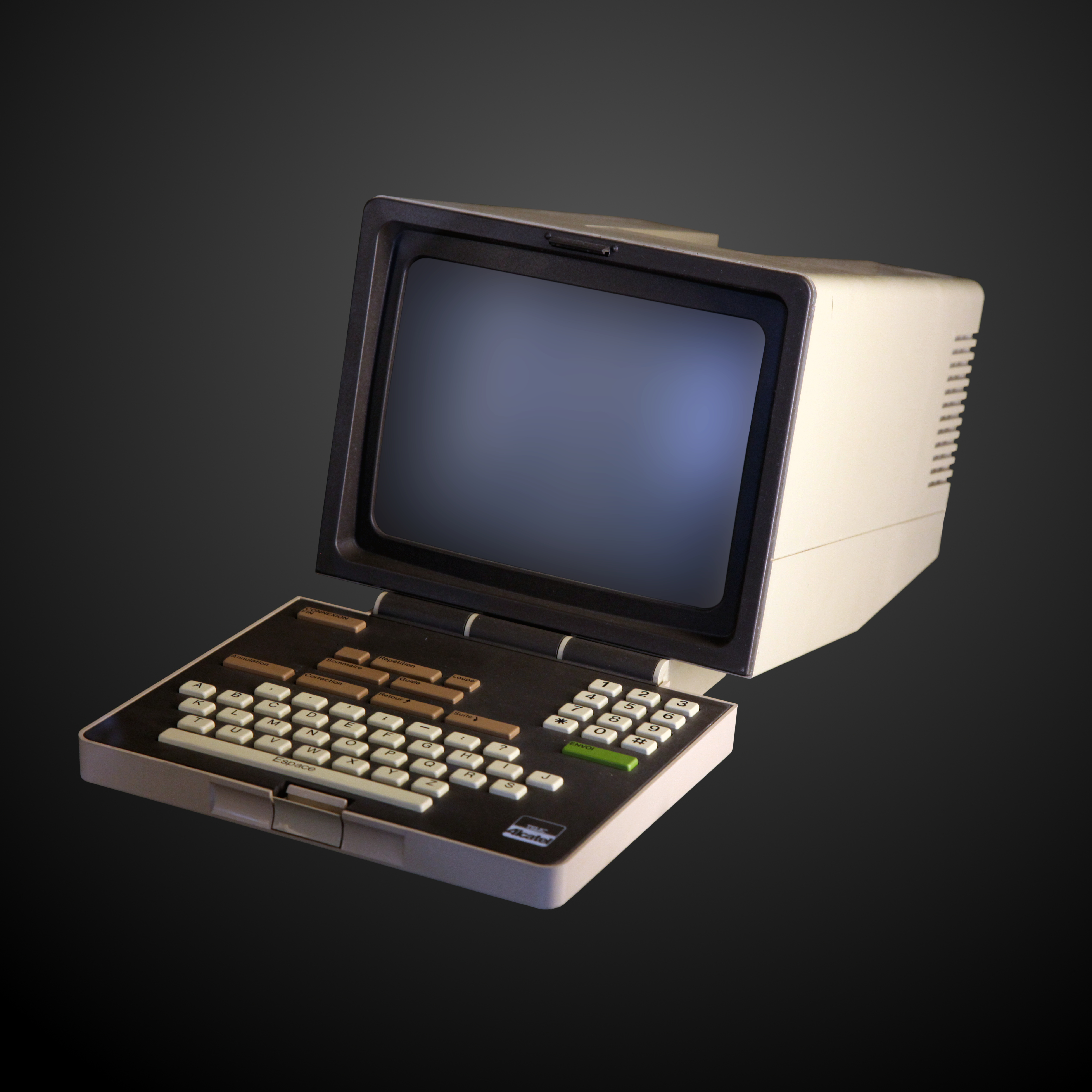
Терминал Minitel производства компании Alcatel (1985)

Минитель (фр. Minitel) — французская информационная система, использующая технологию «Видеотекс». Создана во Франции в конце 1970-х годов. Первые пользователи испробовали минитель в 1980 году, и до появления интернета он оставался самым популярным в стране телекоммуникационным средством. За это время название «минитель» стало нарицательным, и используется для обозначения вида связи, как «телефон» или «интернет».
Пик использования сети пришёлся на 1990-е годы. Наибольшая распространённость была достигнута в 1997 году, когда было установлено 9 млн устройств и аудитория оценивалась в 25 млн пользователей. Наибольшее использование было зафиксировано в 1993 году, когда время связи превысило 90 миллионов часов.
В середине 2000-х годов в связи с широким распространением интернета было объявлено о последующем прекращении работы минителя.
В феврале 2009 года France Telecom и PagesJaunes объявили об отмене заявленных ранее планов «свернуть» минитель в связи с широким распространением интернета. Это было связано с тем, что, согласно исследованиям, минителем продолжали пользоваться не менее миллиона жителей Франции в месяц.
Однако с 1 июля 2012 года сеть прекратила свою работу. Оставлена лишь одна функция минителя — функция общения между оставшимися пользователями.

## Устройство и функции
Абонент подключался к телеинформационной системе через терминал, имевший текстовый экран, клавиатуру и модем. Система была несовместима (и принципиально несовмещаема) с англоязычным интернетом, в те годы ещё не имевшим широкого распространения.
Первоначально клавиатура не использовала даже раскладку AZERTY (принятую во Франции в отличие от раскладки QWERTY, принятой в остальном мире для языков на базе латинского алфавита), а применяла свою собственную, особенную раскладку, созданную специально для минителя, с амбициозной целью вынудить всемирную сеть перейти в будущем на французскую основу с центром в Париже. (Впоследствии создателям «французского интернета» всё же пришлось перевести минитель на раскладку AZERTY, привычную французским пользователям.)
При соединении, встроенный модем выполнял звонок по телефонной линии с точкой доступа «PAVI», далее PAVI выполняла обмен данными с серверами, предоставляющими сервис, используя сеть Transpac (фр.) X.25. Модем терминала работал в полу-дуплексном режиме, скорость загрузки данных на терминал — 1200 бит/с, скорость передачи данных на сервер — 75 бит/с. Такой тип передачи был разработан специально для минитель и был стандартизирован как V.23.
Пользуясь терминалом минитель, можно было получить около 2000 разнообразных услуг, в частности уточнить расписание пригородных поездов, узнать котировки акций, сделать заказ на определённые товары и услуги, пообщаться с другими пользователями минителя (чат).
Аппарат выдавался каждому жителю в почтовом отделении «бесплатно». За пользование вносилась ежемесячная абонентская плата. Она зависела от типа аппарата и характера услуг.

## Услуги
Многие услуги, появление которых ныне ассоциируется с Интернетом, на самом деле имели предшественников в Минителе. До Пипода был TeleMarket, позволявший заказ продуктов, до Кортаны и Сири были Claire и Sophie с их интерфейсами на естественном языке, до Тикетмастера был Billetel, до интернет-банкинга был Минитель-банкинг.
Наиболее популярной услугой оказались ориентированные на взрослых «розовые чаты» (фр. messageries roses), которые занимали весь диапазон от виртуальных служб знакомств до грубо-сексуальной тематики.